# 奎宁环
奎宁环（Quinuclidine）即1-氮双环[2.2.2]辛烷，一种有机化合物，属桥环胺类。用作催化剂、合成原料。具强碱性，共轭酸pKa为11.0。可由奎宁环酮还原得到。
挥发性固体。溶于水和有机溶剂。经霍夫曼降解产生N-甲基-4-乙烯基哌啶与N-甲基-β-羟乙基哌啶。
奎宁环在结构上与DABCO相似，但另个桥头原子不是氮。它是奎宁中的结构单元之一。